# Lehtinen (ö i Södra Savolax, S:t Michel, lat 61,63, long 26,77)
Lehtinen är en ö i Finland. Den ligger i sjön Ryökäsvesi och Liekune och i kommunen Hirvensalmi i den ekonomiska regionen  S:t Michel och landskapet Södra Savolax, i den södra delen av landet, 190 km nordost om huvudstaden Helsingfors. Öns area är 3,7 hektar och dess största längd är 280 meter i sydöst-nordvästlig riktning.